# 하코자키 분기점

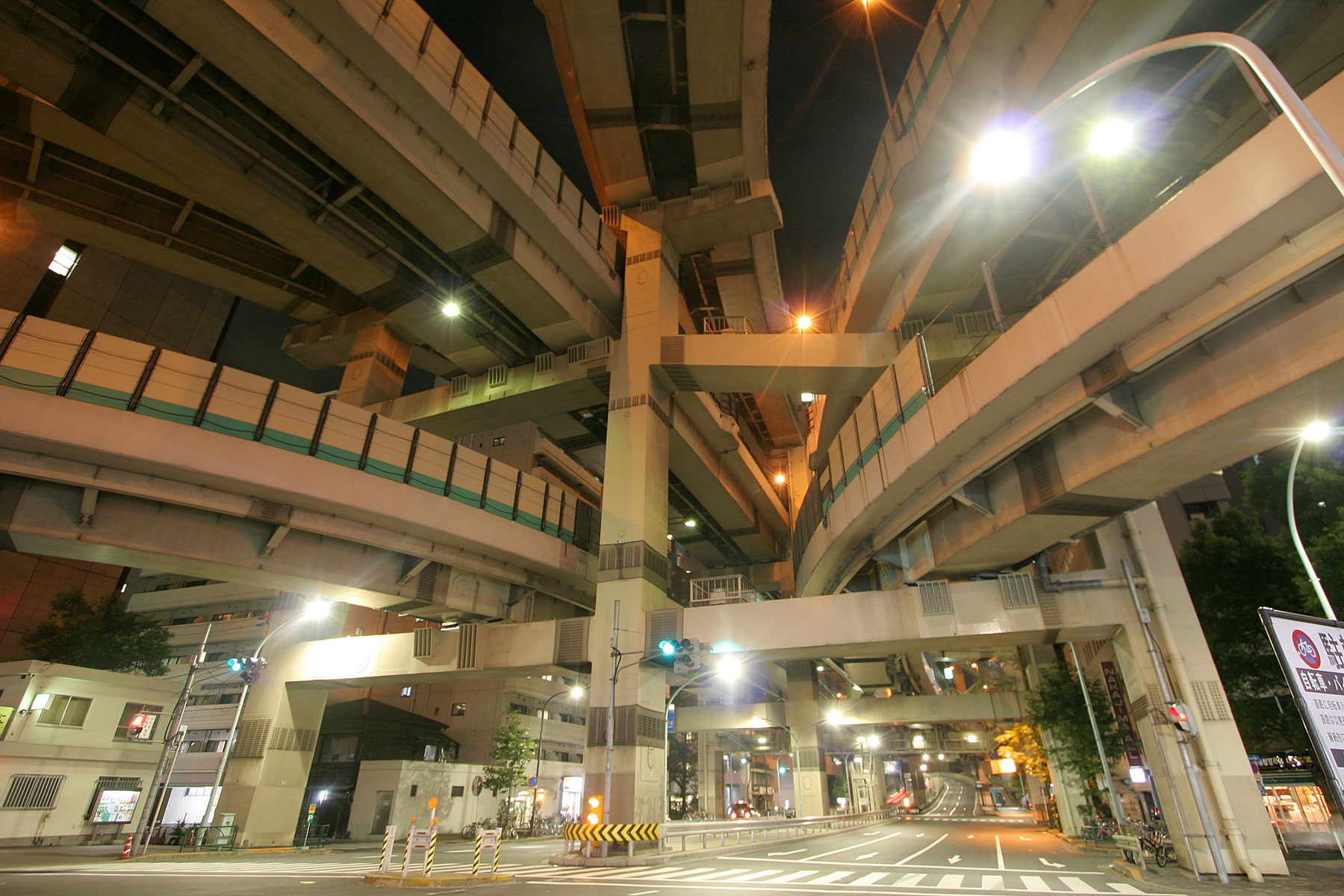

하코자키 분기점(일본어: 箱崎ジャンクション 하코자키쟌쿠숀[*])은 동경도 중앙구에서 수도고속도로 6호 무코지마선과 후카가와선이 만나는 분기점이다. 고가도로가 모이고 나뉘는 모습을 아래쪽에서 본 것을 더러 야마타노 오로치라고도 한다.